# Podolie
Podolie (em húngaro: Felsőleszéte) é um município da Eslováquia, situado no distrito de Nové Mesto nad Váhom, na região de Trenčín. Tem 17,27 km² de área e sua população em 2018 foi estimada em 1.871 habitantes.

## Demografia
| Ano:        | 1994 | 2004   | 2014   | 2024   |
| ----------- | ---- | ------ | ------ | ------ |
| Broj ljudi: | 2071 | 2056   | 1958   | 1923   |
| Razlika:    |      | -0,72% | -4,76% | -1,78% |

| Ano:               | 2023 | 2024   |
| ------------------ | ---- | ------ |
| Número de pessoas: | 1892 | 1923   |
| Diferença:         |      | +1,63% |